# Luzula ostenii
Luzula ostenii är en tågväxtart som först beskrevs av Johannes Mattfeld och fick sitt nu gällande namn av Wilhelm Franz Herter. Luzula ostenii ingår i Frylesläktet som ingår i familjen tågväxter. Inga underarter finns listade i Catalogue of Life.